# TOUGH (中島美嘉のアルバム)
『TOUGH』（タフ）は、中島美嘉の8作目のオリジナルアルバムである。2017年3月22日にソニー・ミュージックアソシエイテッドレコーズより発売された。

## 概要
オリジナル・アルバムとしては前作『REAL』から約4年2カ月ぶりとなるアルバム。アルバム形態としてのリリースは前年10月に発売されたCD+書籍集『あまのじゃく』以来、5か月ぶり。
アルバムには、中島みゆき、玉置浩二、加藤ミリヤ、前川真悟（かりゆし58）、amazarashi、SALUなど豪華アーティストによるヒットシングルのほか、本作の為に書き下ろされた新曲を含む全14曲を収録。「恋をする」はアルバムの先行シングル、両A面シングル「Fighter/Gift」は中島美嘉×加藤ミリヤ名義によるコラボ楽曲、SALUをフィーチャリングに迎えたコラボ曲「ビルカゼスイミングスクール feat. SALU」はSALUのアルバム「Good Morning」に収録されている「ビルカゼスイミングスクール feat. 中島美嘉」の別バージョンとなっている。また「Alone」はライブアルバム『MTV Unplugged LIVE :Mika Nakashima』（ライブ音源）、CD+書籍集『あまのじゃく』に収録されていた未発表曲で、公式な音源化は今回が初となる。
本作は、中島が「今の自分を一言で表したい」と初めて自身でタイトルを決めたアルバム。アルバム制作前からタイトルにしたいと考えていた「TOUGH」には「痛みや悲しみに寄り添えるアーティストでありたい」と語る通り、強い愛と歌う事への決意が込められている。
アルバムは通常盤と初回限定盤の2形態でリリースされ、初回限定盤は前年開催されたアコースティックツアー「THE ACOUSTIC 2016〜MIKA NAKASHIMA 1st Premium Tour〜」から7月に行われた東京・NHKホール公演の模様を収めたDVDが付属するフォトブックレット仕様となっている。 

## 収録曲

### Disc1: CD
| #   | タイトル                                                                | 作詞                     | 作曲                                | 編曲                                        | 時間 |
| --- | ----------------------------------------------------------------------- | ------------------------ | ----------------------------------- | ------------------------------------------- | ---- |
| 1.  | 「花束」(40thシングル)                                                  | 玉置浩二                 | 玉置浩二                            | トオミヨウ                                  | 4:31 |
| 2.  | 「Forget Me Not」(41stシングル)                                         | 百田留衣                 | 百田留衣                            | 武部聡志                                    | 5:35 |
| 3.  | 「恋をする」(42ndシングル・先行シングル)                                | いしわたり淳治、中村泰輔 | 中村泰輔                            | CHOKKAKU                                    | 4:25 |
| 4.  | 「Fighter（中島美嘉×加藤ミリヤ）」(39thシングル)                        | 加藤ミリヤ、中島美嘉     | 加藤ミリヤ                          |                                             | 4:58 |
| 5.  | 「TOUGH」                                                               | 中島美嘉                 | Lori Fine                           | 根岸孝旨                                    | 3:53 |
| 6.  | 「僕が死のうと思ったのは」(38thシングル)                                | 秋田ひろむ               | 秋田ひろむ                          | 出羽良彰                                    | 6:21 |
| 7.  | 「ビルカゼスイミングスクール feat. SALU」(41stシングルのカップリング曲) | SALU、中島美嘉           | MACKA-CHIN, Miss-art, Shingo Suzuki | Shingo Suzuki                               | 5:47 |
| 8.  | 「MISSING YOU」(37thシングルのカップリング曲)                           | 中島美嘉                 | 百田留衣                            | 飛内将大                                    | 4:29 |
| 9.  | 「愛詞 (あいことば)」(37thシングル)                                     | 中島みゆき               | 中島みゆき                          | 瀬尾一三                                    | 5:41 |
| 10. | 「indigo」                                                              | 中島美嘉                 | 小六禮次郎                          | 河野伸                                      | 3:57 |
| 11. | 「愛の唄」(40thシングルのカップリング曲)                                | 前川真悟                 | 前川真悟                            | 河野伸                                      | 5:26 |
| 12. | 「ベストフレンド」                                                      | 中島美嘉                 | 日景秀徳                            | 日景秀徳、コーラスアレンジ：Hidenori Hikage | 3:59 |
| 13. | 「Gift（中島美嘉×加藤ミリヤ名義）」(39thシングル)                       | 中島美嘉、加藤ミリヤ     | 吉木絵里子                          | 松浦晃久                                    | 4:38 |
| 14. | 「Alone」(未発表曲)                                                     | 中島美嘉                 | Lori Fine                           | 河野伸                                      | 5:15 |

### Disc2: DVD
| #   | タイトル                   | 作詞 | 作曲・編曲 | 時間 |
| --- | -------------------------- | ---- | ---------- | ---- |
| 1.  | 「一番綺麗な私を」         |      |            | 4:59 |
| 2.  | 「見えない星」             |      |            | 5:18 |
| 3.  | 「蜘蛛の糸」               |      |            | 5:17 |
| 4.  | 「僕が死のうと思ったのは」 |      |            | 7:15 |
| 5.  | 「愛詞(あいことば)」       |      |            | 6:46 |
| 6.  | 「雪の華」                 |      |            | 6:32 |
| 7.  | 「花束」                   |      |            | 5:14 |
| 8.  | 「Gift」                   |      |            | 4:05 |
| 9.  | 「LOVE NO CRY」            |      |            | 5:22 |
| 10. | 「LAST WALTZ」             |      |            | 7:27 |

## タイアップ
| 楽曲                                      | タイアップ | 起用年 |
| ----------------------------------------- | --- | ------ |
| 「花束」                                  | フジテレビ系連続ドラマ『オトナ女子』主題歌                                                                     | 2015年 |
| 「Forget Me Not」                         | 映画「ボクの妻と結婚してください。」主題歌                                                                     | 2016年 |
| 「恋をする」                              | DHC「F1スキンケア」CMソング                                                                                    | 2017年 |
| 「Fighter」                               | ソニー・ピクチャーズ エンタテインメント配給の映画『アメイジング・スパイダーマン2』日本語吹き替え版テーマソング | 2014年 |
| 「ビルカゼスイミングスクール feat. SALU」 | スマホアクションRPG「追憶の青」イメージソング                                                                  | 2016年 |
| 「愛詞 (あいことば)」                     | MBS・TBS系テレビアニメ『宇宙戦艦ヤマト2199』エンディングテーマ                                                 | 2013年 |
| 「indigo」                                | NHK岡山放送局「インディゴの恋人」主題歌                                                                        | 2016年 |
| 「愛の唄」                                | TBS系金曜ドラマ『表参道高校合唱部!』劇中歌・挿入歌                                                             | 2015年 |
| 「Gift」                                  | TBS系テレビ全国ネット「CDTV」6月7月オープニングテーマ                                                          | 2014年 |
| 「Alone」                                 | 読売テレビ・日本テレビ系スペシャルドラマ「愛を乞うひと」主題歌                                                 | 2017年 |